# Diocesi di Pisita
La diocesi di Pisita (in latino Dioecesis Pisitana) è una sede soppressa e sede titolare della Chiesa cattolica.

## Storia
Pisita, forse identificabile con le rovine di Bou-Chateur-Sidi-Mansour nell'odierna Tunisia, è un'antica sede episcopale della provincia romana dell'Africa Proconsolare, suffraganea dell'arcidiocesi di Cartagine.
Sono solo due i vescovi documentati di Pisita. Alla conferenza di Cartagine del 411, che vide riuniti assieme i vescovi cattolici e donatisti dell'Africa romana, prese parte il cattolico Ambibio, mentre il donatista Felice non poté essere presente per la sua età avanzata. Un Avinius Pisitanus intervenne al concilio antipelagiano del 416; Mesnage ipotizza che possa trattarsi dello stesso Ambibio della conferenza cartaginese.
Dal 1933 Pisita è annoverata tra le sedi vescovili titolari della Chiesa cattolica; dal 15 ottobre 2021 il vescovo titolare è Guillaume Leschallier de Lisle, vescovo ausiliare di Meaux.

## Cronotassi

### Vescovi
- Ambibio † (menzionato nel 411)
  - Felice † (menzionato nel 411) (vescovo donatista)

### Vescovi titolari
- Giovanni C. Luigi Marinoni, O.F.M. Cap. † (21 luglio 1936 - 12 agosto 1961 nominato arcivescovo titolare di Amorio)
- Yves-Georges-René Ramousse, M.E.P. † (12 novembre 1962 - 26 febbraio 2021 deceduto)
- Guillaume Leschallier de Lisle, dal 15 ottobre 2021